# Neottia bifolia
Neottia bifolia är en orkidéart som först beskrevs av Constantine Samuel Rafinesque, och fick sitt nu gällande namn av Norbert Baumbach. Neottia bifolia ingår i släktet näströtter, och familjen orkidéer. Inga underarter finns listade i Catalogue of Life.